# Windkracht 10: Koksijde Rescue

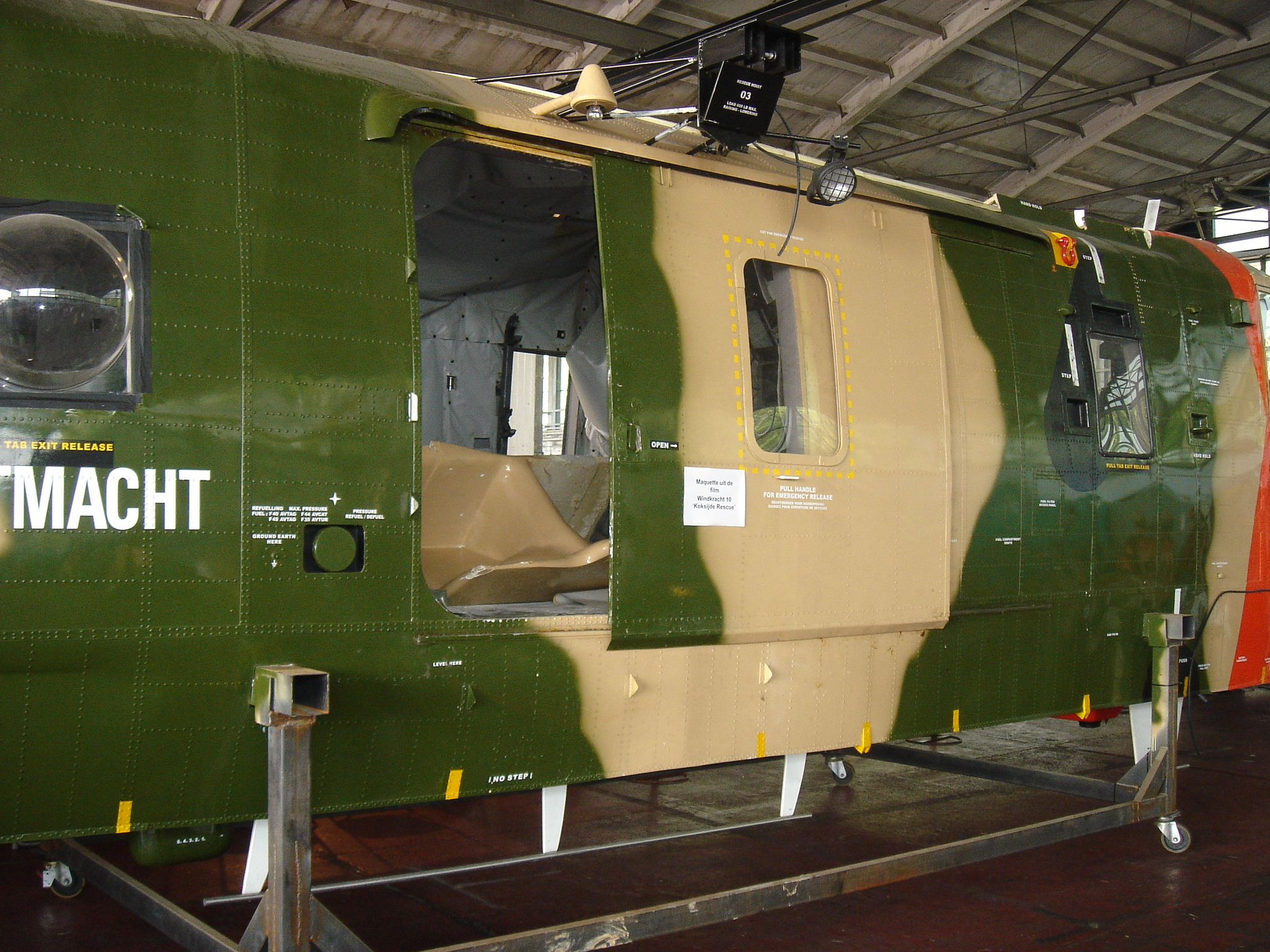
Maquette van een Sea King, gebruikt in de film

Windkracht 10: Koksijde Rescue is een film van Hans Herbots uit 2006.
Tien jaar na de televisieserie Windkracht 10 werd er ook een film rond de helikopterbemanningen van het 40e Smaldeel gemaakt. Windkracht 10: Koksijde Rescue is volgens producer Erwin Provoost de eerste Vlaamse spektakelfilm. De film gaat over duiker Rick (Kevin Janssens) die tegen zijn zin naar Koksijde wordt gemuteerd en daar een team vormt met Alex (Veerle Baetens). Het kasteel van Hingene, dat gelegen is in het park van Hingene, werd gebruikt als locatie voor een legerfeestje. Hetzelfde kasteel D'Ursel in Hingene werd in de jaren tachtig al eens gebruikt in de bekende Urbanus-film Koko Flanel. Ook het Station Koksijde werd als locatie in de film gebruikt.
De film ging in oktober 2006 in première tijdens het filmfestival in Gent.
Op 28 november 2007 werd bekendgemaakt dat de film verkocht werd aan distributeurs uit Amerika (MTI), China (DD Dream), Taiwan (Jiant Pictures) en Latijns-Amerika (America Video Film).

## Rolverdeling
| Acteur              | Personage                   | Rolbeschrijving                               |
| ------------------- | --------------------------- | --------------------------------------------- |
| Kevin Janssens      | Rick Symons                 | duiker, sergeant                              |
| Veerle Baetens      | Alex Breynaert              | hospik, adjudant-chef                         |
| Warre Borgmans      | Jean Louis Hubert De Jonghe | CO (commanding officer), (luitenant-)kolonel  |
| Ludo Busschots      | Patrick Adams               | boordwerktuigkundige, adjudant-majoor         |
| Jelle Cleymans      | Bert Gorissen               | navigator, sergeant                           |
| Axel Daeseleire     | Koen                        | duiker marine, meester-chef                   |
| Koen De Bouw        | Mark Van Houte              | boordcommandant, majoor-commandant            |
| Vic De Wachter      | Bob Govaerts                | boordcommandant, kapitein-commandant          |
| Tine Reymer         | Marleen                     | WingOps Officer, luitenant-ter-zee (kapitein) |
| Stan Van Samang     | Serge Helsen                | copiloot, kapitein                            |
| Eric Godon          |                             | Minister van Defensie                         |
| François Beukelaers | Cassiman                    | Generaal-majoor, luchtmachtbevelhebber        |
| Gert Winckelmans    | Thys                        | duiker marine, meester-chef                   |

## Varia
- Van de hoofdcast uit de serie hernemen enkel Koen De Bouw, Ludo Busschots, Vic De Wachter & Warre Borgmans hun rollen. De bijrol van François Beukelaers is ook afkomstig uit de oorspronkelijke serie.
- Een deel van actiescènes werden opgenomen in de Pinewood-studio's in Engeland.